# Roger Davies
Roger Davies (Wolverhampton, 25 oktober 1950) is een Engelse ex-voetballer. Hij was als spits actief bij onder meer Derby County, Club Brugge en Seattle Sounders.

## Carrière
De boomlange Roger Davies debuteerde eind jaren 60 bij het bescheiden Bridgnorth Town. Nadien kwam hij een seizoen uit voor Bedford Town, alvorens in 1971 de overstap te maken naar Worcester City. Ook daar toonde de spits meermaals zijn neus voor doelpunten, waardoor hij september 1971 een transfer versierde naar de Engelse topclub Derby County. Davies werd in zijn eerste seizoen bij The Rams ondergebracht bij de reserven, met wie hij de Central League won. Het eerste elftal werd dat jaar landskampioen. In het volgende seizoen werd hij even uitgeleend aan Preston North End om vervolgens een vaste waarde te worden bij Derby. Davies bereikte dat seizoen de halve finale van de Europacup I, waarin Derby werd uitgeschakeld door Juventus. Zelf scoorde hij in het seizoen 1972/73 een opmerkelijke hattrick. Derby stond in de FA Cup 3-1 achter tegen Tottenham Hotspur maar won uiteindelijk nog met 3-5 dankzij drie goals van Davies. In 1975 werd Derby opnieuw kampioen.
In 1976 haalde Antoine Vanhove, toenmalig sportief directeur van Club Brugge, de Engelsman naar België. Hij werd binnengehaald als de vervanger van Raoul Lambert, die door tal van blessures vaak belangrijke wedstrijden miste. Trainer Ernst Happel was echter niet tevreden met de komst van Davies, die zich ondanks een gebrek aan vertrouwen van zijn coach meermaals in de kijker speelde. In de bekerfinale van 1977 versloeg blauw-zwart RSC Anderlecht met 4-3. Dankzij twee goals van Davies wist Club Brugge in de finale een 1-3-achterstand om te buigen tot een zege. Vanhove noemde de bekerfinale achteraf de "Davies cup".
Na één seizoen hield Davies het voor bekeken in België. De Britse aanvaller keerde terug naar zijn thuisland en sloot zich aan bij Leicester City. Twee seizoenen later belandde hij via zijn oud-ploegmaat Alan Hinton in de Verenigde Staten. Hinton, die Davies nog kende van bij Derby, was inmiddels trainer van het Amerikaanse Tulsa Roughnecks. In de herfst van 1979 keerde Davies voor één seizoen terug naar zijn oude liefde Derby. De Engelse club verkeerde in moeilijkheden en degradeerde op het einde van het seizoen naar de tweede divisie.
Inmiddels was Hinton actief bij Seattle Sounders. De coach haalde de grote spits terug naar Amerika, waar hij ditmaal hoge ogen gooide. Davies scoorde 25 keer in 29 wedstrijden en werd na het seizoen uitgeroepen tot meest waardevolle speler in de North American Soccer League. Tot 1982 verdedigde hij de kleuren van Seattle. Tussendoor speelde hij ook voor het zaalvoetbalteam van de club. Nadien liet het bestuur hem vertrekken naar Fort Lauderdale Strikers, maar lang bleef hij daar niet. Na enkele maanden verhuisde hij opnieuw naar Engeland.
In de lagere afdelingen speelde hij achtereenvolgens voor Burnley en Darlington. In februari 1984 stapte hij over naar Gresley Rovers, waar hij nog twee seizoenen speelde en ook even trainer was. In 1987 sloot de 37-jarige aanvaller zijn carrière af bij Stapenhill. Na zijn loopbaan gaf hij regelmatig radiocommentaar bij wedstrijden van zijn ex-club Derby County.